# パウリ常磁性
パウリ常磁性（パウリじょうじせい、Pauli paramagnetism）とは自由電子系における常磁性の一種で、キュリー常磁性に比べ磁化率は小さく、温度変化も少ない。磁場をかけることで、磁場に平行なスピンを持つ電子の数が反平行なものより増加することで発生する。パウリ常磁性の磁化率の大きさは{\displaystyle 4\pi \times 10^{-6}}程度である。
電子間相互作用がないと考えた場合の絶対零度での磁化率は
{\displaystyle \chi _{\mathrm {Pauli} }=2\mu _{B}^{2}\rho (\epsilon _{F})}
ここに
{\displaystyle \mu _{B}} はボーア磁子、および{\displaystyle \rho (\epsilon _{F})} はフェルミエネルギーにおける電子の状態密度。
金属中の自由電子はフェルミ縮退を起こしている。そのため古典統計力学で考えた場合と異なり、磁場をかけた場合に電子がそのスピン状態を変えようとしても、変わる先の状態がすでに占有されているのでスピン状態が変わることができない（パウリの原理）。よって磁性に影響するのはフェルミ面付近の電子だけになってしまい、磁化率は古典粒子として考えた場合よりもずっと小さい値になる。また同様の原理により、フェルミ縮退している物質では、フェルミ縮退をしなくなる温度であるフェルミ温度程度までは温度によらない磁化率を示す。